# Lo Noy de la Mare

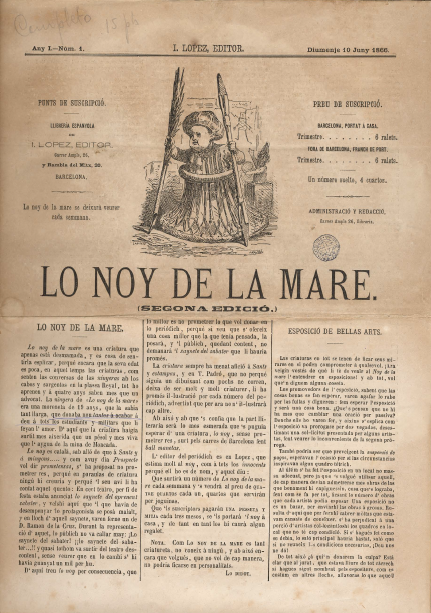
Lo noy de la mare - núm. 1

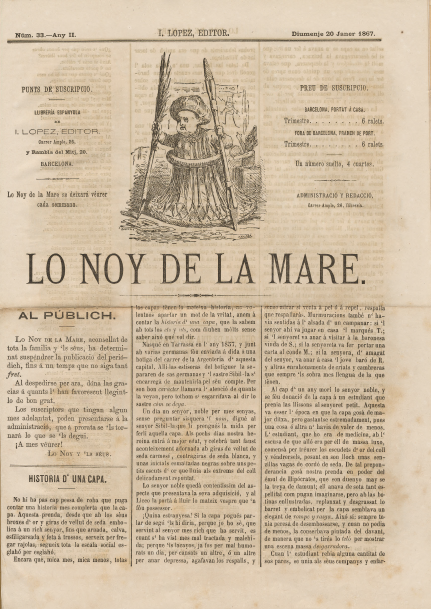
Lo noy de la mare - núm.33

El setmanari Lo Noy de la Mare va sorgir el 10 de juny de 1866 arran d'una escissió dins una altra publicació barcelonina, Un tros de paper. Coneguda pel seu humor costumista, la revista va tenir una molt bona acollida entre els lectors per la seva qualitat literària i humorística.

## Història de la publicació
Lo Noy de la Mare va ser un setmanari humorístic publicat a la ciutat de Barcelona. Els dos ideòlegs de la publicació van ser en Conrad Roure, qui s'encarregava de la redacció dels continguts i usava el pseudònim de Pau Bunyegas, i en Tomàs Padró, qui feia les il·lustracions i els dibuixos de la revista. Lo Noy de la Mare va néixer al juny de 1866, arran d'una escissió dins una altra revista barcelonina, Un tros de paper.
Un tros de paper va ser una publicació periòdica, de les primeres en llengua catalana, dirigida pel periodista Albert Llanas, que es publicà entre l'abril de 1865 i el setembre de 1866. Els seus continguts satírics i irònics reflectien la vida barcelonina de finals del segle xix. Entre els seus col·laboradors més populars, destaquen Robert Robert, Frederic Soler o Conrad Roure, qui va impulsar posteriorment la publicació Lo Noy de la Mare.
La periodicitat de Lo Noy de la Mare era setmanal. El primer número de la publicació va sorgir el 10 de juny de 1866 i el número 33é, l'últim de la revista, va sortir el 20 de gener de 1867. Al llarg d'aquests dos anys, Lo Noy de la Mare va publicar 33 números. El gener de 1867, la publicació va ser cancel·lada pel seu propi editor, en Innocenci López, ja que considerava que les circumstàncies polítiques i socials del moment no eren gaire favorables als continguts humorístics i crítics.
Uns anys després, concretament al llarg de 1925 i de 1926, Lo Noy de la Mare va ser reproduït en forma de fulletó per un dels setmanaris satírics catalans més emblemàtics, La Campana de Gràcia.

## Aspectes tècnics
La publicació Lo Noy de la Mare va constar de 33 números, de 4 pàgines cadascun d'ells, a tres columnes. Imprès a la ciutat de Barcelona per la Llibreria Espanyola, propietat de l'editor Innocenci López, el setmanari costava 4 quartos l'exemplar i 9 ralets la subscripció de tot un trimestre.

## Presentació de la publicació
Lo Noy de la Mare va obrir el primer número, al juny del 1866, amb el text següent:
‘Lo noy de la mare és una criatura que apenas está desmamada, y es cosa de sentirla esplicar, perquè encara que la seva edat és poca, en aquel temps las criaturas, com senten las conversas de las ninyeras ab los cabos y sargentos en la plassa Reyal, tot ho aprenen y á quatre anys saben més que un advocat. La ninyera de ‘Lo noy de la mare' era una moreneta de 19 anys, que la sabia tan llarga, que donaba nou tantos á acabar á deu á tots los estudiants y militars que li feyan l'amor. D'aquí que la criatura haigia surtit mes aixerida que un pésol y mes viva que l'aygua de la mina de Moncada.'
Amb aquestes primeres línies de presentació, la publicació ja intentava apuntar la seva naturalesa i la seva ideologia. Així doncs, Lo Noy de la Mare potencia ja des de bon començament l'humor i la crítica que el caracteritzarà, així com evidencia la modernitat i la provocació dels continguts de les seves planes, com per exemple, quan fa referència a la sexualitat de la mainadera del suposat ‘noy de la mare'.

## Intel·lectuals relacionats amb la publicació
En Conrad Roure i Bofill (1841 - 1928) fou el director de Lo Noy de la Mare al llarg dels prop de vuit mesos de vida de la revista. En Roure també va ser l'únic redactor de la publicació.
Tomàs Padró i Pedret (1840 - 1877) fou l'il·lustrador de Lo Noy de la Mare. Les seves caricatures i dibuixos costumistes omplien setmanalment les darreres planes de la publicació. En Padró també va ser l'ideòleg de la il·lustració que encapçala els trenta-tres números del setmanari. La seva caricatura més popular, que casualment va ser publicada a Lo Noy de la Mare, és la que va fer a l'actor Ernesto Rossi. En Tomàs Padró també va introduir a Lo Noy de la Mare per primera vegada una historieta còmica, amb la sèrie Las delícias de la torre.
En Innocenci López i Bernagossi (1829 - 1895) fou l'editor de Lo Noy de la Mare. En López, originari de Girona, s'establí a Barcelona, a un local de la Rambla del mig, on inicià una extensa activitat editorial que el va portar a impulsar dos de les publicacions satíriques catalanes més emblemàtiques: La Campana de Gràcia i L'Esquella de la Torratxa.
Conrad Roure i Bofill i Innocenci López i Bernagossi van fer una nova revista anomenada La Rambla (1867)